# Giovanni Pesaro

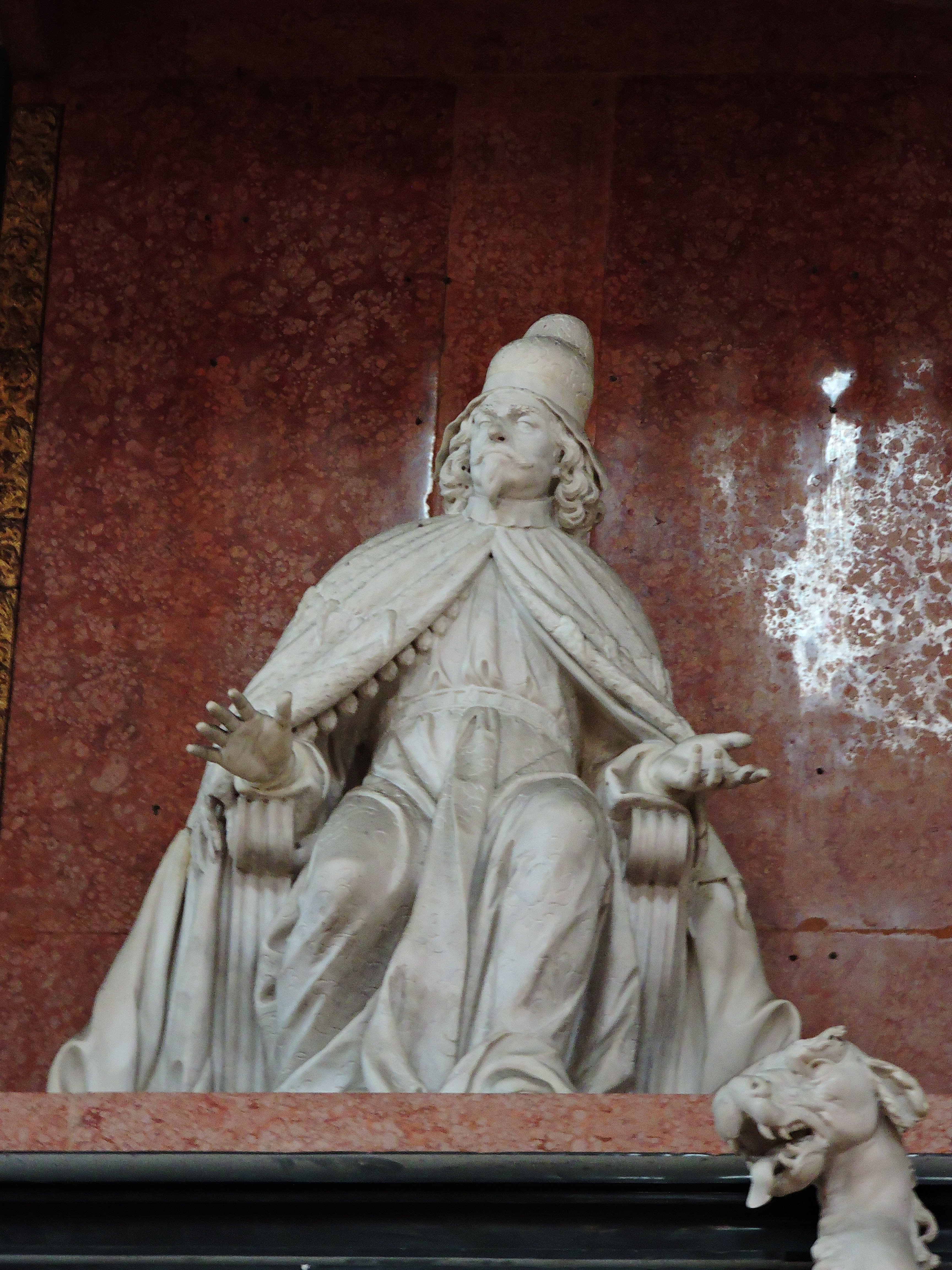
Josse de Corte (1627–1679): Skulptur auf dem Grabmal des Dogen in der Frarikirche

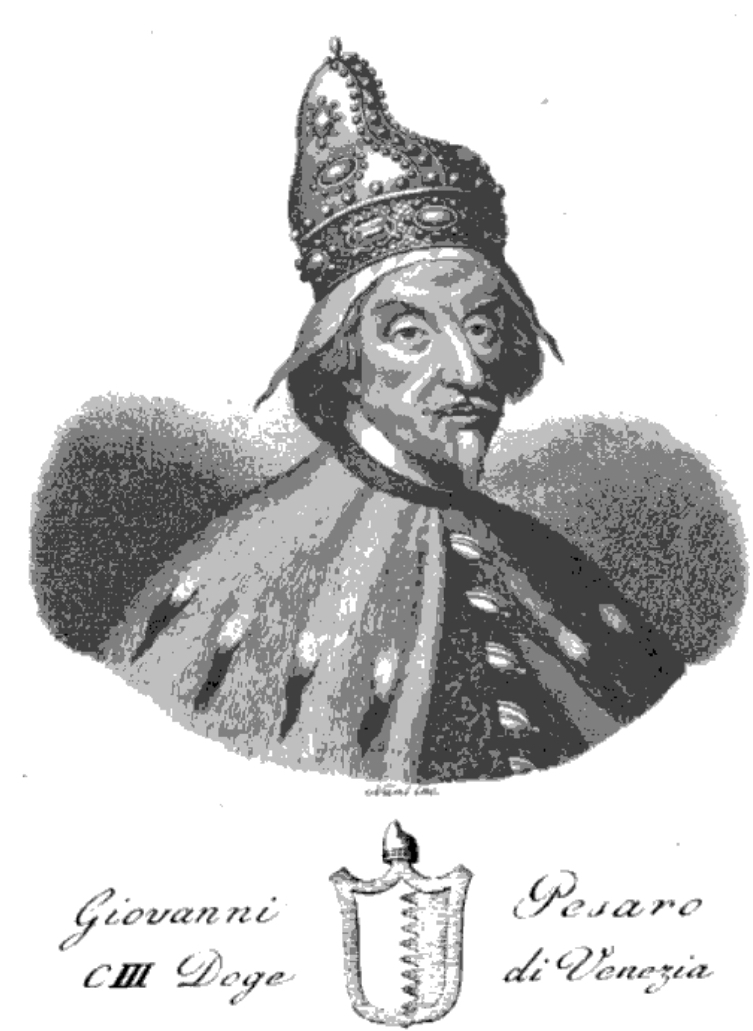
Kupferstich mit einem Porträt des Dogen, geschaffen von Antonio Nani, der es in seiner Serie dei Dogi di Venezia intagliati in rame da Antonio Nani 1840 erstmals veröffentlichte

Giovanni Pesaro (* 1. September 1589 in Venedig; † 30. September 1659 ebenda) war, folgt man der Zählweise der staatlich gesteuerten Geschichtsschreibung der Republik Venedig, ihr 103. Doge. Er regierte von seiner Wahl am 9. April 1658 bis zu seinem Tod keine eineinhalb Jahre lang.
Seinen gesellschaftlichen Aufstieg verdankte Pesaro zunächst seinen Tätigkeiten im Rahmen einer Reihe von Magistraturen und militärischer Posten, vor allem aber seiner Tätigkeit als Botschafter an verschiedenen europäischen Höfen. Grundlegend war, wie bei allen einflussreichen Familien der Stadt, seine Vernetzung innerhalb der herrschenden Patrizierschicht. Dabei spielte er, obwohl er die Politik der Päpste ablehnte, insofern eine Rolle, als dass er, um ihre Unterstützung gegen die Osmanen im Kampf um Kreta (1645–1669) zu gewinnen, noch Anfang 1658 Konzessionen durchsetzte. Vor diesem Hintergrund kehrten die 1606 verbannten Jesuiten 1657 wieder nach Venedig zurück. Als Doge unterstützte er die Fortsetzung des Krieges, der zu dieser Zeit nicht aussichtslos zu sein schien, trotz eines osmanischen Friedensangebotes.

## Familie

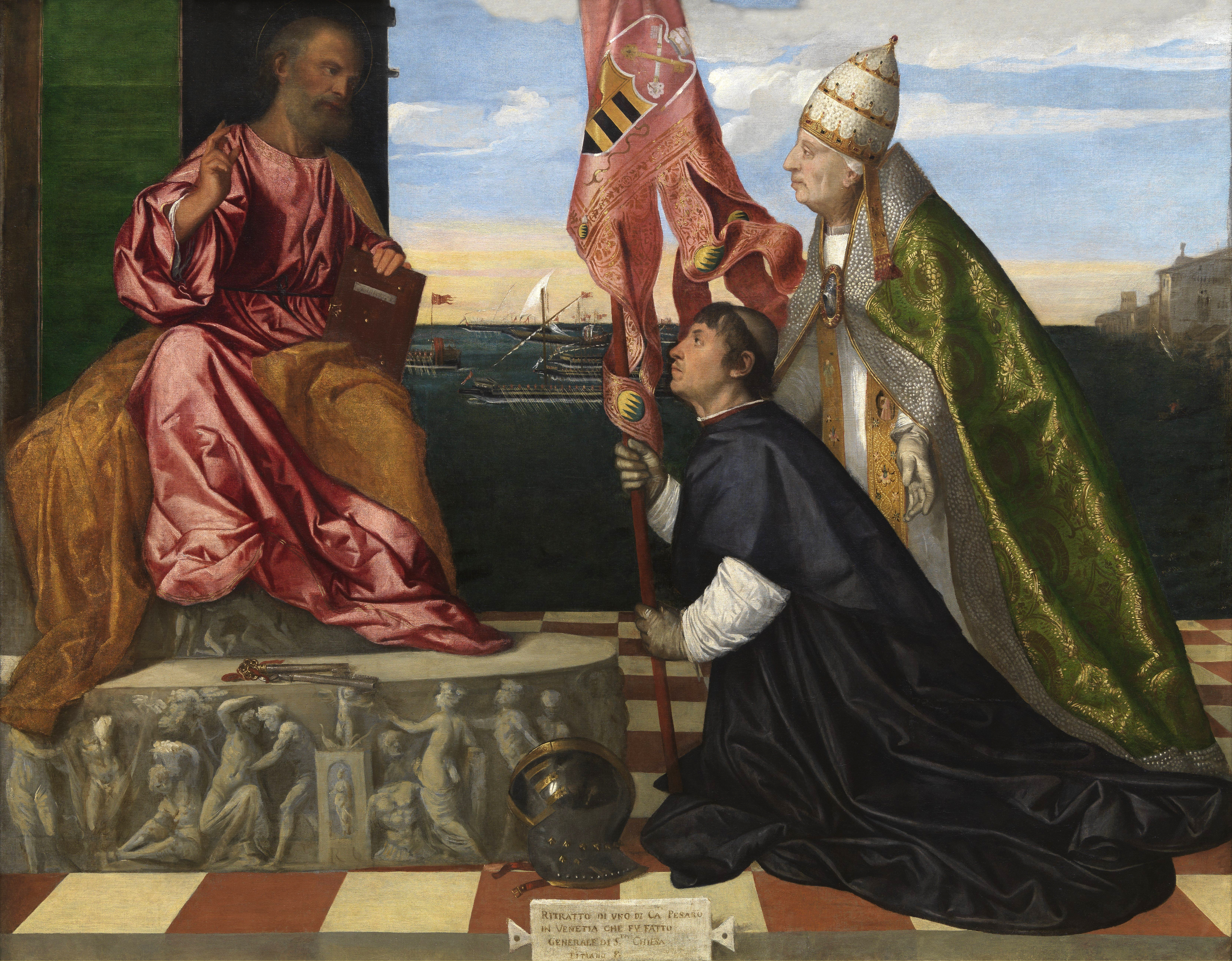
Tizian: Papst Alexander VI. empfiehlt Pesaro dem Hl. Petrus, Altarbild, Öl auf Leinwand, 1503–1506, 168 mal 206 cm, Königliches Museum der Schönen Künste (Antwerpen). Gemeint ist Bischof Jacopo Pesaro von Paphos. Das Werk Tizians und Giovanni Bellinis war für eine nicht zu ermittelnde venezianische Kirche bestimmt, wo es von Antoon van Dyck als Zeichnung kopiert wurde. Nach dem Tod Karls I. von England und der Versteigerung seiner Sammlungen gelangte es in die königlichen Sammlungen Spaniens und wurde zur Ausschmückung eines Klosters in Madrid verwandt. 1823 befand es sich in den Sammlungen König Wilhelms I. der Niederlande, der es dem Museum in Antwerpen schenkte.

Die Pesaro kamen ursprünglich aus der gleichnamigen Stadt in den Marken an der Adria. Sie sind erst seit dem 14. Jahrhundert in Venedig nachgewiesen. Berühmte Mitglieder der Familie waren der Bischof von Paphos und Kämpfer gegen die Osmanen Jacopo Pesaro, sowie Benedetto Pesaro, Kommandant der päpstlichen Flotte, der die „Türken“ in der Schlacht von Santa Maura am 28. Juni 1502 besiegte.
Giovannis Vater war Vettore Pesaro aus dem vermögenden Familienzweig (ramo) di Rio Marin, auch genannt dal carro. Dabei war der Rio Marin einer der Kanäle in Venedig, genauer im Sestiere Santa Croce, der Beiname bedeutete ‚vom Karren‘. Giovanni war der vierte von vier Söhnen Vettores und seiner Frau Elena Soranzo, hinzu kamen drei Töchter.
Giovanni heiratete Lucia Barbarigo, eine Tochter des Andrea Barbarigo, aus dem ramo di S. Trovaso, und der Francesca Bernardo (aus der Pfarrgemeinde S. Tomà). Damit stammte sie aus einer der führenden Familien, wenn auch wenig über sie bekannt ist. Ihr Bruder war Giovanni Bernardo, Prokurator von S. Marco. Das Paar blieb zwar kinderlos, und offiziell heiratete Giovanni Pesaro nicht erneut, doch heimlich ehelichte er eine Hausangestellte namens Maria da Santa Sofia. Diese nennt er später in seinem Testament, das eine Reihe von Klauseln zu ihrem Schutz gegen die Erben enthält.
Eine solche Ehe galt in seinem Stand allerdings als großer Makel, insbesondere auf dem Weg zum Dogenamt. Das Paar musste eine Reihe von Satiren ertragen, in denen man sich über die „Verrücktheit“ einer so späten Ehe lustig machte. Dazu trug allerdings auch sein Verhalten im Jahr 1643 bei, als er im Rahmen des Castro-Krieges das venezianische gegen das päpstliche Heer führte. Pesaro war wegen des Verlusts von Pontelagoscuro, das heute zu Ferrara gehört, vor allem aber, weil er seinen Männern freie Hand gegeben hatte, auch venezianisches Gebiet zu plündern, in Misskredit geraten. Darüber hinaus soll er sich auch selbst bereichert haben.
Insgesamt stand die Familie in keinem guten Ruf. Einer von Giovanni Pesaros Brüdern, Leonardo, war wegen des Mordes an dem  Adligen Polo Lion und der Verletzung einer Kurtisane namens Lucrezia Baglioni und weiterer Besucher einer Festivität auf Lebenszeit verbannt worden. Zudem verlor er seinen Status als Adliger und seinen privaten Besitz. Verbannt wurden auch seine Kumpane Camillo Trevisano und Gabriele Morosini, auf die auch ein Kopfgeld ausgesetzt wurde. Erst nach 15 Jahren durfte Leonardo Pesaro zurückkehren, nachdem er zugesagt hatte, eine Hundertschaft Soldaten auszustatten und zu unterhalten.

## Leben
Giovanni Pesaro war bei den vorhergehenden Wahlen mehrmals unterlegen, möglicherweise auch wegen seiner propäpstlichen Einstellung. Er gehörte bei der Wahl des Dogen Francesco Erizzo zu einer Gruppe, die sich dessen Wahl zum Capitano da Mar, zum obersten Flottenführer widersetzte, da er bereits 80 Jahre alt war. Erizzo wäre in seinen Augen weder eine wirkliche Hilfe gewesen, noch dürfe ein Doge weitere Ämter anhäufen.

### Ämterlaufbahn, Botschafter in Savoyen, Frankreich, England, Rom
Wie eine ganze Reihe von Adligen der führenden Familien, so wurde Pesaro als erstes in das Amt des Savio agli Ordini gewählt, dann in das eines Savio di Terraferma, wie die Sachkundigen genannt wurden, die für das venezianische Oberitalien, die Terraferma verantwortlich waren. Bereits ab 1631 wurde er allein 24 Mal zum Savio del Consiglio gewählt, war Senator, Savio ai Confini – womit er für die Grenzsicherung herangezogen wurde. 1624 wurde er von Ludwig XIII. zum Ritter geschlagen. 1642 wurde er zum Riformatore dello Studio di Padova gewählt, war also für die Universität Padua zuständig. Schließlich wurde er Prokurator von San Marco de supra, nach dem Dogen das angesehenste Amt.
Immer wieder war er bei Gesandtschaften dabei, oder selbst als Botschafter tätig, etwa 1620 bis 1621 in Savoyen, 1621 bis 1624 in Frankreich, 1624 bis 1626 in England. Dabei zeichnete er sich als gewandter Diplomat aus.

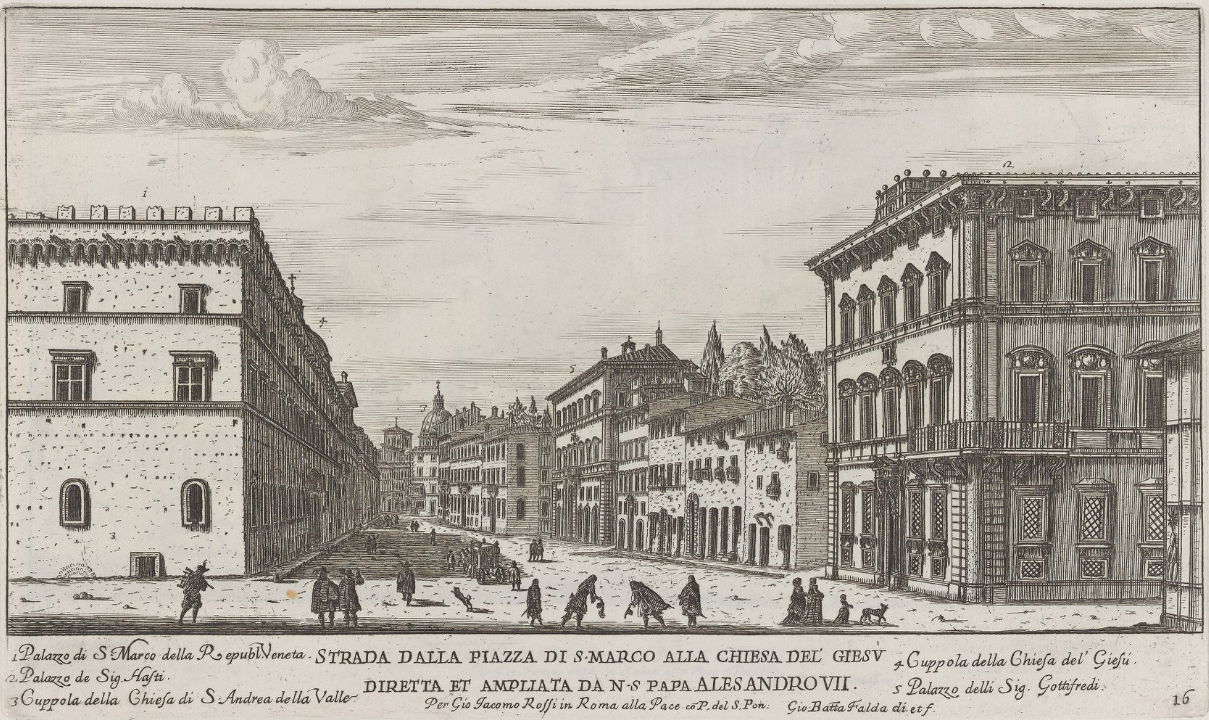
Giovanni Battista Falda (1643–1678): Strada dalla Piazza di S-Marco alla Chiesa del Giesù diretta et ampliata da n-s Papa Alessandro VII.; der Palazzo Venezia ist links zu sehen, Radierung

Allerdings musste er seinen Botschafterposten in Rom abrupt aufgeben, nachdem es mit dem dortigen Präfekten Taddeo Barberini (1603–1647) zu einem diplomatischen Eklat gekommen war. 1631 war Barberini als Machtprobe mit Bewaffneten in die venezianische Botschaft im Palazzo Venezia eingedrungen. Daraufhin sah sich der Senat gezwungen, den Botschafter zurückzubeordern. Die diplomatischen Beziehungen wurden sogar ausgesetzt und erst im nächsten Jahr wieder aufgenommen. Zwar blieben den Pesaro die Barberini verhasst, doch wenn es für Venedig sinnvoll erschien, konnte Giovanni Pesaro diese Feindschaft auch aus seinen Entscheidungen heraushalten.

### Krieg um Candia (ab 1646), Wiederzulassung der Jesuiten und Verhältnis zu Rom

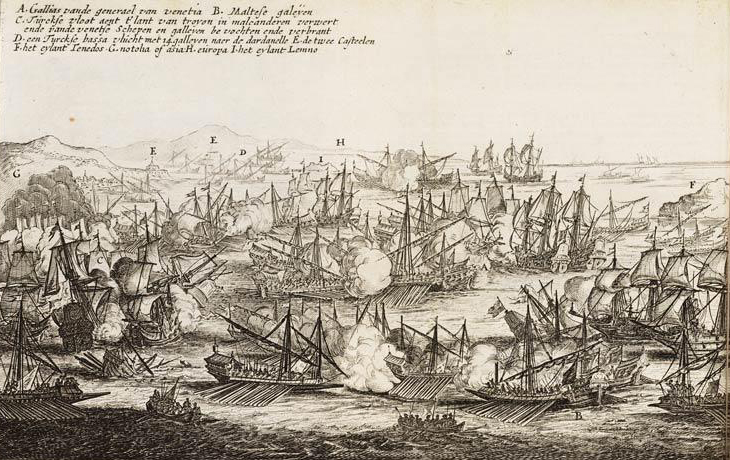
Pieter Casteleyn (1618–1676): Die Dardanellenschlacht von 1656 (Gemälde von 1657)

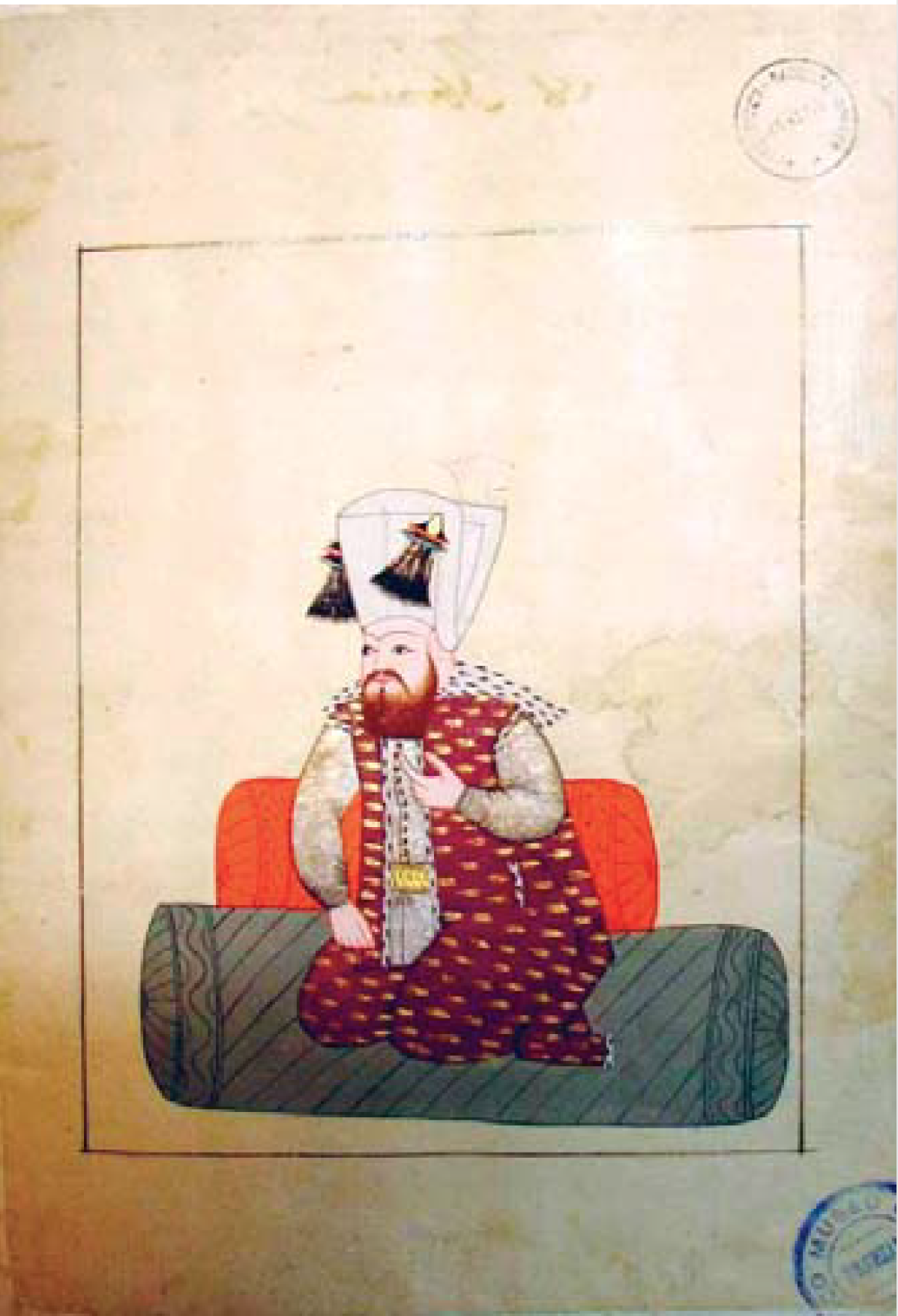
Darstellung des Sultans Ibrahim, der von 1640 bis 1648 herrschte, in einer osmanischen Handschrift von 1660

Das alles beherrschende Thema der Außenpolitik war nämlich der Krieg um Kreta, der von 1646 bis 1669 tobte, der wiederum das Verhältnis auch zu den Päpsten beeinflusste. Pesaro gehörte den giovani an, den Jungen, war also eher papstfeindlich gesinnt, doch sah er auch in den 1650er Jahren, dass Rom bei der Verteidigung der Insel eine wesentliche Rolle spielen konnte. Als die Barberini 1652 in den Kreis der venezianischen Patrizier aufgenommen werden wollten, vermied er es, dagegen zu opponieren. Als 1655 der päpstliche Nuntius Carlo Carafa in Venedig erschien, nutzte Pesaro die Gelegenheit, die Beziehungen zu verbessern. Folgerichtig stellte er sich nicht in den Weg, als die seit 1606 verbannten Jesuiten nach Venedig zurückkehren sollten.
Pesaro wurde 1655 erneut nach Rom gesandt, wo er Papst Alexander VII. zu seiner Wahl gratulieren sollte. Gemeinsam mit Carafa konnte er den Senat von der Notwendigkeit überzeugen, dass die Jesuiten zurückkehrten, und dieser machte am 19. Januar 1657 mit 72 gegen 16 Stimmen den Weg für die Rückkehr frei. Im Gegenzug sollte die päpstliche Flotte eingesetzt werden und auch reichlich Geld fließen, um im Krieg um Kreta Hilfe zu leisten. Er selbst formulierte im Januar 1657: „con le congiunture si mutano gli interessi, e con gli interessi devono mutarsi le massime“, ‚mit den Konjunkturen ändern sich die Interessen, und mit den Interessen müssen sich die Maximen ändern‘. Nachdem das Ziel erreicht war, kehrte Pesaro zu seiner romfeindlichen Politik zurück.
Schon seit 1648, zwei Jahre nach Kriegsbeginn, hatte Pesaro an den Diskussionen im Senat teilgenommen, ob Kreta abgetreten werden sollte. Pesaro fürchtete nicht nur den Verlust des einzigen größeren Besitzes Venedigs, sondern auch, dass sich daran weitere Verluste anschließen würden. Er wollte Venedig nicht einem ungewissen Schicksal überlassen, sondern seiner eigenen militärischen Kraft vertrauen. Schwachpunkt war die Finanzierung, doch Pesaro war der Auffassung, „per una guerra di religione non mancheranno mai denari“ – ‚für einen Religionskrieg wird es nie an Geld fehlen‘. Auch seien schon zu viele Opfer gebracht worden, um noch nachzugeben. Nach zwei Seeschlachten und durch den Tod des Flottenführers Lazzaro Mocenigo war geradezu ein nationaler Mythos entstanden. Pesaro selbst trug mit 6.000 Dukaten zur Kriegsfinanzierung bei. Seine Eloquenz war inzwischen berühmt. Die Gruppe der Friedenswilligen um den Dogen Bertuccio Valier musste sich fügen: Am 7. Januar 1658 wurde der Beschluss gefasst, den Kampf fortzusetzen.

### Das Dogenamt

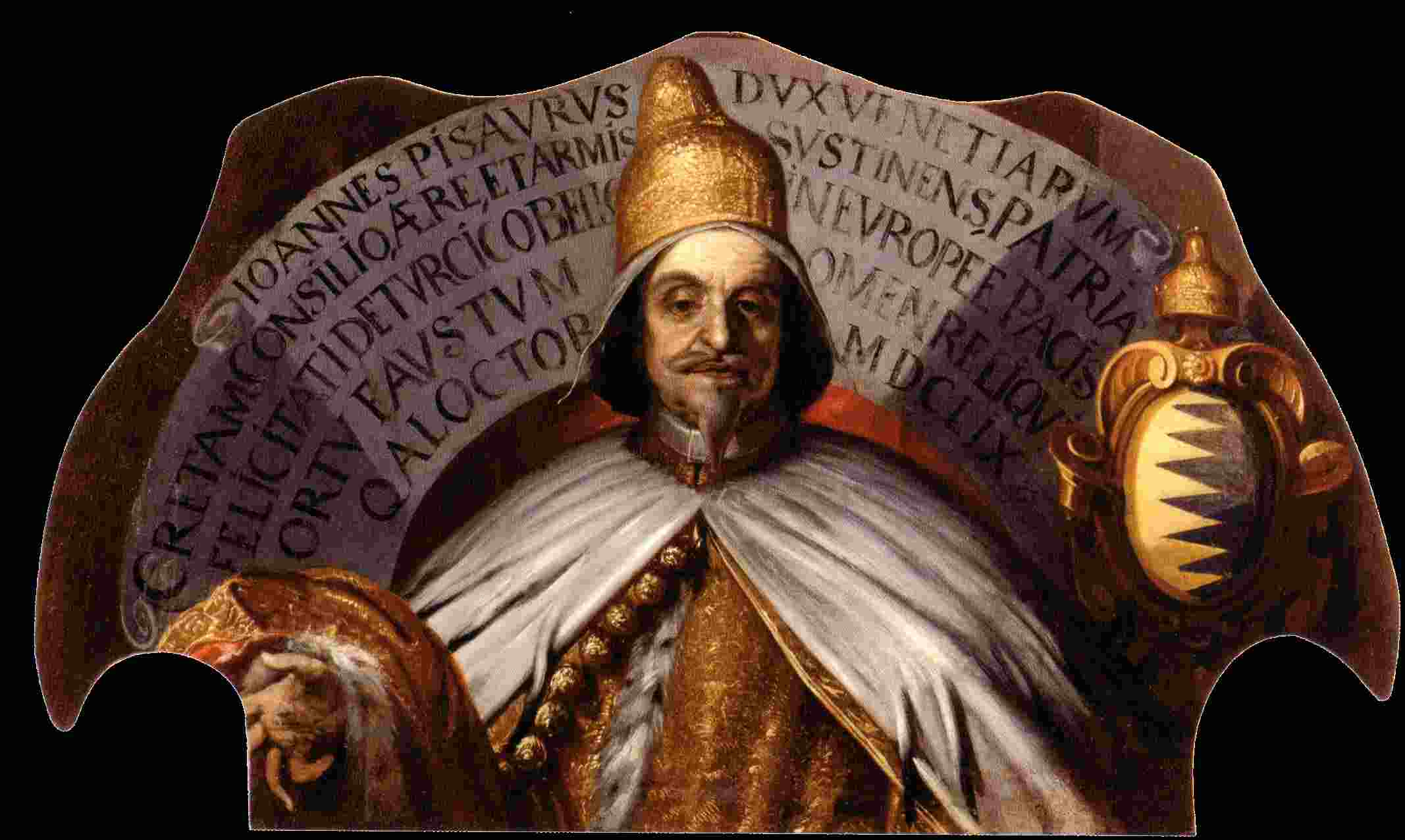
Darstellung des Dogen, die in einem Spruchband seine Verdienste hervorhebt. Das Bildnis ist eines der Dogenporträts im Dogenpalast.

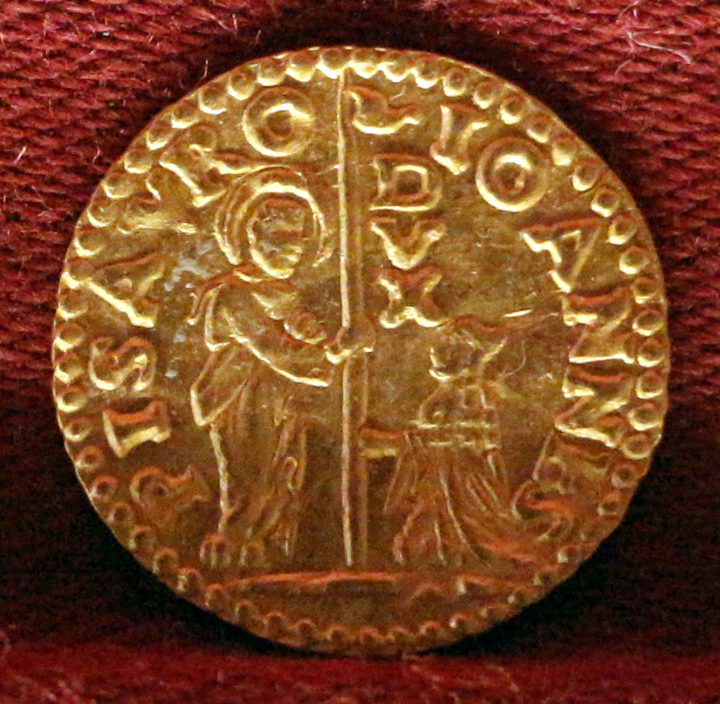
Unter Pesaro geprägte Goldmünze, eine Viertelzechine, mit dem traditionellen Motiv des knienden Dogen vor dem Stadtheiligen, dem Evangelisten Markus

Eine Woche nach dem Tod Bertucci Valiers wurde Pesaro am 9. April 1658 selbst zum Dogen gewählt. Trotz der Erfolge, die der Flotte gelungen waren – sie hatte Kalamata zurückerobert und Venedigs Streitmacht kontrollierte die Dardanellen – war die Situation Venedigs in dem nun bevorstehenden Krieg äußerst schwierig.
Durch die Verlagerung der Welthandelswege war Venedig zunehmend in eine wirtschaftliche Randlage geraten. Der Krieg kostete zudem viele Menschenleben und gewaltige Summen Geldes. Durch den Senat, der unter seinem Vorgänger Valier ein Friedensangebot des Sultans abgelehnt hatte, wurde die Lage für das auch durch Misswirtschaft erschöpfte Kreta letztlich unhaltbar. Als Pesaro am 30. September 1659 starb, bestand jedoch noch immer Hoffnung.

## Grabmal

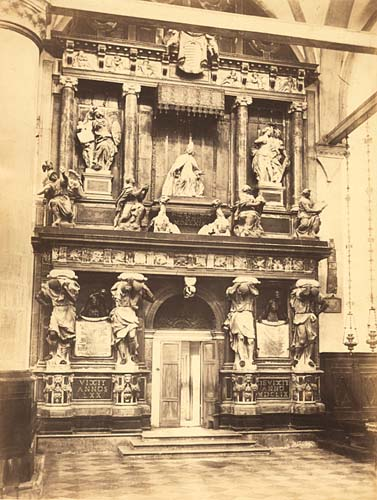
Grabmal Pesaros, fotografiert von Carlo Ponti († 1893) in den 1860er Jahren

Das Grabmal für Giovanni Pesaro, begonnen 1665, befindet sich in der Frari-Kirche. Für sein Grabmal hatte er in seinem Testament 12.000 Dukaten hinterlassen, die sein Neffe Lorenzo verwaltete. Das riesige, zwei Stockwerke hohe Grabmal wurde bis 1669 errichtet. Das Werk entstand unter Leitung von Baldassare Longhena, die Skulpturen stammen von Josse de Corte, Michele Fabris, Melchior Barthel und Francesco Cavrioli. Im Jahr der Fertigstellung verlor Venedig endgültig Candia.